# Chód psa
Istnieją 4 podstawowe chody psa: stęp, kłus, galop i cwał (choć czasami cwał jest traktowany jako forma galopu). Ponadto psy poruszają się krokiem amble, który jest formą pośrednią między stępem a kłusem, a niektóre również inochodem. Stąd wyróżnia się 6 głównych chodów psów:
StępCzterotaktowy, symetryczny wzór chodu, w którym trzy nogi wspierają organizm w każdym momencie, a stopy są podnoszone znad ziemi pojedynczo w określonej sekwencji.
AmbleCzterotaktowy, symetryczny, boczny, spokojny chód, w którym nogi po obu stronach poruszają się prawie, ale nie całkiem, jako para. Często występuje jako ruch przejściowy między stępem a innymi chodami.
InochódDwutaktowy, symetryczny chód boczny, który sprzyja kroczącemu ruchowi ciała. Lewa przednia i lewa tylna noga przenoszone są synchronicznie, a następnie prawa przednia i prawa tylna noga.
KłusDwutaktowy, symetryczny chód, w którym stopy w ukośne przeciwnych końcach ciała uderzają o ziemię razem; czyli prawa tylna z lewą przednią i lewa tylna z prawą przednią.
GalopNiesymetryczny chód trzytaktowy. Dwie nogi (przednia i tylna) dotykają podłoża równocześnie, a pozostałe dwie - jedna po drugiej. Wolniejszy niż cwał, a nie męczący.
CwałNiesymetryczny, najszybszy chód psów; ma rytm czterotaktowy i często dodatkowy okres zawieszenia wszystkich czterech stóp nad ziemią.

## Stęp
Gdy pies porusza się stępem, najpierw przesuwa jedną tylną nogę do przodu, a następnie przednią nogę po tej samej stronie. Następnie przesuwa drugą tylną nogę do przodu, a następnie przednią nogę po tej stronie. Zawsze tylko jedna łapa jest uniesiona. Wzór opuszczania stóp jest: prawa tylna, prawa przednia, lewa tylna, lewa przednia, itd. Podczas tego kroku zawsze trzy stopy spoczywają na ziemi.

## Inochód
Gdy pies poruszający się stępem przyspiesza, po każdym postawieniu tylnej stopy następuje coraz szybsze postawienie przedniej stopy po tej samej stronie. W konsekwencji zaczyna to wyglądać tak, jakby dwie nogi po tej samej stronie ciała psa posuwały się do przodu równocześnie. Po bliższym przyjrzeniu się (lub obejrzeniu filmu w zwolnionym tempie) można zobaczyć, że przez moment trzy stopy równocześnie spoczywają na ziemi. Stąd amble bywa traktowany jako szybsza forma stępa. We wzorcach FCI chód ten bywa nazywany "inochód w stępie" (lub podobnie).
Dla większości ras pies poruszający się tym chodem wygląda niezgrabne. Jego tył kołysze się z boku na bok, a pies nie może unieść tylnych nóg, włócząc je po ziemi. Prędkość w chodzie amble jest taka sama jak w wolnym kłusie. Jest to więc chód energetycznie nieekonomiczny i powinien być stosowany wyłącznie w krótkim przejściu ze stępu do kłusa, lub gdy zmęczony pies chce odpocząć po kłusie.
Amble jest charakterystycznym sposobem wolnego przemieszczania się wilków.

## Amble
Amble nie jest preferowanym chodem psów, gdyż jest on bliski inochodowi, który jest nieprawidłowy dla większości ras psów. Gdy poruszający się chodem amble pies stopniowo przyspiesza, dwie nogi po tej samej stronie ciała, które posuwają się razem naprzód zaczynają przenosić całą masę ciała psa. Następnie dokonują tego nogi po przeciwnej stronie ciała psa. Wówczas pies zaczyna się poruszać w taki w sposób, że tylko dwie nogi sięgają ziemi w danej chwili (albo obie prawe nogi lub obie lewe nogi).

## Kłus
Kłus jest najbardziej efektywnym chodem psa. Idąc kłusem pies porusza po przekątnej przednie i tylne nogi do przodu. Najpierw poruszają się dwie ukośnie położone nogi (na przykład prawa przednia i lewa tylna). Ciało psa porusza się do przodu. Pozostałe stopy po przekątnej przednia i tylna przesuwają się do przodu (na przykład przednia lewa i tylna prawa). Kłus jest najbardziej efektywnym chodem, a mięśnie po każdej stronie ciała psa pracują harmonijnie.
W zwykłym kłusie tylna stopa dotyka ziemi nieznacznie za stopą przednią (łapy się nie krzyżują). W kłusie wyciągniętym (zwanym też przestrzennym) (ang. Extended Trot) krok jest dłuższy a odciski stóp przedniej i tylnej są obok siebie lub pokrywają się (sznurowanie).
W szybkim kłusie zawieszonym (ang. Flying Trot) podczas każdego kroku występuje moment w którym wszystkie 4 stopy są oderwane od ziemi. W chodzie tym, ze względu na bardzo długi krok, odcisk tylnej stopy wyprzedza odcisk przedniej.
Pewne rasy psów posługują się rodzajem kłusu zwanym Hackney charakteryzującym się wysokim unoszeniem stóp.

## Galop
Używany przez psy galop ma dwie odmiany. W klasycznym galopie:
- pierwsza tylna łapa przesuwa się do przodu,
- następnie druga tylna łapa i po przekątnej przednia łapa wykonują ruch do przodu razem,
- wreszcie ostatnia porusza się druga łapa przednia.

Kolejność stawiania stóp jest więc: tylna prawa, tylna lewa-prawa przednia, lewa przednia lub odwrotność tego wzorca.
Galop klasyczny przypomina galop konia. Ale psy używają tej formy galopu tylko przez około 10 procent czasu. Przez pozostały czas psy wykorzystują galop obrotowy. W galopie obrotowym:
- pierwsza tylna łapa przesuwa się do przodu,
- następnie druga tylna łapa i przednia łapa po tej samej stronie wykonują ruch do przodu razem,
- wreszcie ostatnia porusza się druga łapa przednia.

Kolejność stawiania stóp jest więc tylna prawa, lewa tylna-lewa przednia, prawa przednia lub odwrotność tego wzorca. Galop obrotowy pozwala psu gwałtownie skręcić i daje silniejszy napęd od tyłu.
Galop jest chodem używanym przez psy w sporcie agility.

## Cwał
Cwał rozpoczyna się od wygięcia kręgosłupa psa i obu tylnych łap opartych na ziemi, jedna ze stóp (wiodąca) nieznacznie wyprzedza drugą. Następnie pies prostuje kręgosłup, wyciągając przednie łapy do przodu. Przednie stopy uderzają o ziemię, przy tym jedna (wiodąca) nieznacznie wyprzedza drugą. Wówczas pies wygina kręgosłup by przynieść tylne nogi do przodu i w ten sposób powtórzyć cykl.
Gdy pies korzysta ze stóp wiodących z przodu i z tyłu po tej samej stronie, chód jest nazywany cwałem klasycznym - ten sam typ cwału używają konie. Chód w którym przednia i tylna stopa wiodąca znajdują się po przekątnej nazywany jest cwałem obrotowym - ten rodzaj cwału jest preferowany przez psy.
Gdy w cyklu ruchu oderwanie wszystkich łap od ziemi występuje wyłącznie w momencie całkowitego wyprostowania ciała mówimy o cwale z pojedynczym zawieszeniem. Gdy w wyniku odepchnięcia się przednimi łapami następuje również oderwanie od ziemi w momencie maksymalnego wygięcia kręgosłupa, to pies porusza się cwałem z podwójnym zawieszeniem.